# Bajdarata
Bajdarata (rusky Байдарата) je řeka v Jamalo-něneckém autonomním okruhu v Rusku. Ústí do Bajdarackého zálivu Karského moře v jeho nejjižnější části.

## Průběh toku
Délka řeky je 123 km, plocha povodí je 3180 km². Pramení poblíž hory Padata-Saurej na východních svazích Polárního Uralu. Protéká územím Přiuralského okresu. V horní a střední části toku teče východním směrem, v dolní části toku severovýchodním směrem. V dolním toku protéká Bajdarata členitým říčním korytem.

## Vodní režim
Zdrojem vody jsou sněhové a dešťové srážky. Zamrzá v listopadu a rozmrzá v polovině května. Řeka není splavná.

## Fauna
Řeka je bohatá na ryby - zejména na síhy, okouny a mníky jednovousé.

## Přítoky
Od ústí:
- 17 km: Njudja-Sjabujacha
- 28 km: Jurjojacha
- 33 km: Chalmerjacha
- 34 km: Sjadejjacha
- 38 km: Jangarebcjacha
- 44 km: Njadajacha
- 51 km: Tosavejjacha
- 63 km: Tytobajacha
- 72 km: Velká Chuta
- 85 km: Malá Chuta
- 91 km: Jegorka-Šor